# Portici gonzagheschi (Gazzuolo)
I portici gonzagheschi si trovano a Gazzuolo, in provincia di Mantova.

## Storia
Vennero costruiti agli inizi del Cinquecento da Ludovico Gonzaga, figlio di Gianfrancesco Gonzaga, su progetto di Andrea Bertazzolo, padre dell'ingegnere Gabriele Bertazzolo. 
Si estendono su via Roma per 120 metri su trenta arcate, sostenute da ventinove colonne in marmo rosso di Verona, tutte diverse.
Probabilmente la struttura coperta venne ideata con lo scopo di facilitare gli spostamenti verso il castello dei signori di Gazzuolo.

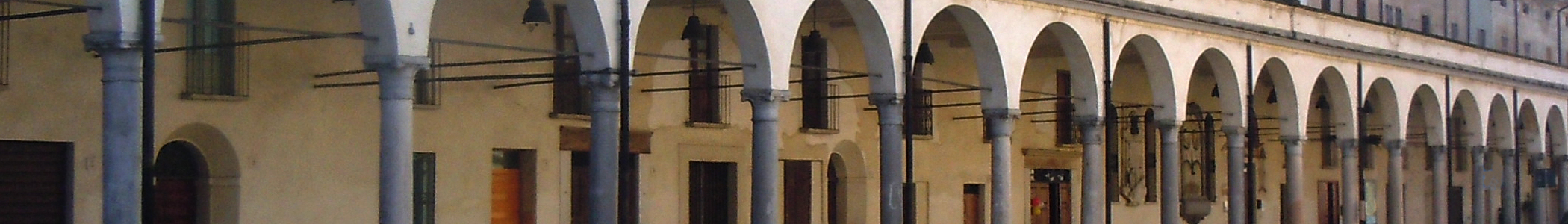
Portici gonzagheschi